# Frans Kaisiepo Airport
Frans Kaisiepo Airport (indonesiska: Bandara Internasional Frans Kaisiepo) är en flygplats i Indonesien. Den ligger på ön Biak 3 300 km öster om huvudstaden Jakarta. Frans Kaisiepo Airport ligger 14 meter över havet.
Terrängen runt Frans Kaisiepo Airport är platt. Havet är nära Frans Kaisiepo Airport åt sydväst.  Närmaste större samhälle är Biak, 3,2 km nordväst om Frans Kaisiepo Airport. 